# Chiave (isola)
Chiave o Za Coplizze (in croato Zaklopatica) è un piccolo isolotto disabitato della Croazia nel mare Adriatico, che fa parte dell'arcipelago di Lagosta. Si trova a nord dell'isola di Lagosta. Amministrativamente appartiene al comune della città di Lagosta, nella regione raguseo-narentana.

## Geografia
Chiave ha una forma allungata, misura circa 290 m di lunghezza, ha una superficie di 0,018 km² e uno sviluppo costiero di 0,63 km, l'altezza è di 33 m s.l.m.. Si trova sul lato nord di Lagosta a chiudere quasi completamente l'insenatura di Porto Chiave (Zaklopatica) che è delimitata a est dal piccolo promontorio di punta Za Coplizze.

### Cartografia
- (HR) Mappa topografica della Croazia 1:25000, su preglednik.arkod.hr. URL consultato il 21 febbraio 2017.
- G. Giani, Carta prospettiva delle Comuni censuarie della Dalmazia, foglio 11, 1839. Fondo Miscellanea cartografica catastale, Archivio di Stato di Trieste.
- Carta di cabottaggio del mare Adriatico, foglio XI, Milano, Istituto geografico militare, 1822-1824. URL consultato il 16 febbraio 2017 (archiviato dall'url originale il 13 aprile 2013).